# Ma (fleuve)
Le Ma, en vietnamien Sông Mã, en lao Nam Ma, est un fleuve d'Asie du Sud-Est.

## Géographie
Il prend sa source dans le nord-ouest du Vietnam et coule vers le sud-est sur 400 km à travers le Vietnam, le Laos (province de Houaphan), puis à nouveau le Vietnam, pour se jeter dans le golfe du Tonkin.
Le delta du Ma, encore appelé le delta de Thanh Hoa, d'après le nom de la ville de Thanh Hoa, est le troisième du Vietnam en taille.
Autrefois, la frontière sud du Vietnam se trouvait près du Ma. Ce fleuve constituait le centre de Cuu-Chan, une des deux préfectures méridionales à l'époque de la domination du Nanyue, au IIe siècle av. J.-C.

## Affluents
Les principaux affluents du Ma sont la Chu (nom vietnamien) ou Nam Sam (nom laotien), la Bưởi et la Cầu Chày. Tous les trois se jettent dans le Ma dans la province de Thanh Hoa.